# Stigmidium mycobilimbiae
Stigmidium mycobilimbiae är en lavart som beskrevs av Cl. Roux, Triebel & Etayo 1994. Stigmidium mycobilimbiae ingår i släktet Stigmidium och familjen Mycosphaerellaceae.  Arten är reproducerande i Sverige. Inga underarter finns listade i Catalogue of Life.